# Joseguango Bajo
Joseguango Bajo ist eine Ortschaft und eine Parroquia rural („ländliches Kirchspiel“) im Kanton Latacunga der ecuadorianischen Provinz Cotopaxi. Die Parroquia besitzt eine Fläche von 17,48 km². Die Einwohnerzahl lag im Jahr 2010 bei 2869.

## Lage
Die Parroquia Joseguango Bajo liegt im Andenhochtal von Zentral-Ecuador. Das Areal liegt am Südwestfuß des Vulkans Cotopaxi. Der Río Cutuchi fließt entlang der westlichen Verwaltungsgrenze nach Süden. Der 2020 m hoch gelegene Hauptort befindet sich 13 km nordnordöstlich der Provinzhauptstadt Latacunga.
Die Parroquia Joseguango Bajo grenzt im Norden und im Osten an die Parroquia Mulaló, im Süden an die Parroquia Aláquez sowie im Westen an die Parroquia Guaytacama.

## Orte und Siedlungen
In der Parroquia Joseguango Bajo gibt es folgende Barrios:
- Agua Clara Cutuchi
- Agua Clara Parcelas
- Barrio Centro
- Colaya Jurídido
- El Mirador
- La Libertad
- La Concepción
- Quisinche Bajo
- San Francisco
- San Francisco de Espinosa

## Wirtschaft
Wichtigste Wirtschaftszweige in der Parroquia sind Ackerbau, Weidewirtschaft, Milchwirtschaft, Blumenzucht und Logistik.

## Geschichte
Der Ort hieß ursprünglich "Cushiguango". Die Parroquia Joseguango Bajo wurde am 21. September 1973 gegründet. Die kirchliche Pfarrei wurde am 29. Juni 1974 eingerichtet.